# Districte de Bharatpur
El districte de Bharatpur és una divisió administrativa del Rajasthan, Índia, amb capital a Bharatpur (ciutat). Té una superfície de 5,066 km² i una població de 2.047.145 habitants (1991) i estimada el 2001 de 2.600.000 habitants.
Els rius principals són el Ban Ganga, Rooparel i Gambhir. Dins el districte es troba el Keoladeo National Park, on hivernen les aus migratories, establert com a lloc de cacera pel maharajà, el 1956 fou declarat santuari d'aus i després parc nacional, i finalment declarat patrimoni de la Humanitat.
Adminsitrativament el formen 9 subdivisions amb un tehsil cadascuna excepte una (Kaman) que en té dos:
- Bayana
  - Bayana
- Roopwas 
  - Roopwas
- Weir
  - Weir
- Bharatpur 
  - Bharatpur
- Kumher
  - Kumher
- Nadbai
  - Nadbai
- Deeg
  - Deeg
- Nagar
  - Nagar
- Kaman
  - Kaman
  - Pahari